# 1997-es konföderációs kupa
Az 1997-es konföderációs kupa volt az első torna, amit a FIFA szervezett, mivel az ezt megelőző korábbi két sorozatot Fahd király kupának nevezték. Immár harmadik alkalommal is Szaúd-Arábia adott otthont 1997. december 12. és december 21. között. Ezen a tornán fordult elő először, hogy mind a 6 szövetségből legalább egy válogatott képviseltette magát. A döntőt Brazília nyerte, miután kiütéses 6-0-s vereséget mért Ausztrália legjobbjaira.

## Részt vevő csapatok
- Szaúd-Arábia - házigazda, 1996-os Ázsia-kupa győztese
- Brazília - 1994-es labdarúgó-világbajnokság győztese
- Uruguay - 1995-ös Copa América győztese
- Dél-afrikai Köztársaság - 1996-os afrikai nemzetek kupája győztese
- Ausztrália - 1996-os OFC-nemzetek kupája győztese
- Csehország - 1996-os labdarúgó-Európa-bajnokság második helyezettje[1]
- Mexikó - 1996-os CONCACAF-aranykupa győztese
- Egyesült Arab Emírségek - 1996-os Ázsia-kupa második helyezettje

## Játékvezetők
| Afrika - Lucien Bouchardeau - Ian McLeod Ázsia - Szaad Kamíl al-Fadli - Phirom Anpraszöt Európa - Nyikolaj Vlagyiszlavovics Levnyikov | Észak- és Közép-Amerika - Ramesh Ramdhan Dél-Amerika - Javier Castrilli - René Ortubé |  |  |

## Csoportkör

### A csoport
| Csapat       | M | Gy | D | V | RG | KG | GK | P |
| ------------ | - | -- | - | - | -- | -- | -- | - |
| Brazília     | 3 | 2  | 1 | 0 | 6  | 2  | +4 | 7 |
| Ausztrália   | 3 | 1  | 1 | 1 | 3  | 2  | +1 | 4 |
| Mexikó       | 3 | 1  | 0 | 2 | 8  | 6  | +2 | 3 |
| Szaúd-Arábia | 3 | 1  | 0 | 2 | 1  | 8  | −7 | 3 |

| 1997. december 12. 16:15 | Szaúd-Arábia | 0 – 3                 | Brazília                          | II. Fahd király Stadion, Rijád Nézőszám: 50 000 Játékvezető: Levnyikov (orosz) |
| 1997. december 12. 16:15 |              | (0 – 0) (Jegyzőkönyv) | César Sampaio 65' Romário 73' 80' | II. Fahd király Stadion, Rijád Nézőszám: 50 000 Játékvezető: Levnyikov (orosz) |

| 1997. december 12. 19:00 | Mexikó                   | 1 – 3                 | Ausztrália                     | II. Fahd király Stadion, Rijád Nézőszám: 15 000 Játékvezető: Phirom Anpraszöt (thaiföldi) |
| 1997. december 12. 19:00 | Hernández 80' (11-esből) | (0 – 1) (Jegyzőkönyv) | Viduka 45' Aloisi 59' Mori 90' | II. Fahd király Stadion, Rijád Nézőszám: 15 000 Játékvezető: Phirom Anpraszöt (thaiföldi) |

| 1997. december 14. 17:50 | Szaúd-Arábia | 0 – 5                 | Mexikó                                   | II. Fahd király Stadion, Rijád Nézőszám: 15 000 Játékvezető: McLeod (Dél-afrikai) |
| 1997. december 14. 17:50 |              | (0 – 1) (Jegyzőkönyv) | Palencia 20' 62' Blanco 68' 76' Luna 75' | II. Fahd király Stadion, Rijád Nézőszám: 15 000 Játékvezető: McLeod (Dél-afrikai) |

| 1997. december 14. 20:00 | Ausztrália    | 0 – 0 | Brazília | II. Fahd király Stadion, Rijád Nézőszám: 15 000 Játékvezető: Bouchardeau (nigeri) |
| 1997. december 14. 20:00 | (Jegyzőkönyv) |       |          | II. Fahd király Stadion, Rijád Nézőszám: 15 000 Játékvezető: Bouchardeau (nigeri) |

| 1997. december 16. 17:50 | Szaúd-Arábia   | 1 – 0                 | Ausztrália | II. Fahd király Stadion, Rijád Nézőszám: 20 000 Játékvezető: Castrilli (argentin) |
| 1997. december 16. 17:50 | al-Hiláiwi 40' | (1 – 0) (Jegyzőkönyv) |            | II. Fahd király Stadion, Rijád Nézőszám: 20 000 Játékvezető: Castrilli (argentin) |

| 1997. december 16. 20:00 | Brazília                                       | 3 – 2                 | Mexikó                 | II. Fahd király Stadion, Rijád Nézőszám: 20 000 Játékvezető: McLeod (Dél-afrikai) |
| 1997. december 16. 20:00 | Romário 41' (11-esből) Denílson 61' Baiano 66' | (1 – 0) (Jegyzőkönyv) | Blanco 51' Ramírez 90' | II. Fahd király Stadion, Rijád Nézőszám: 20 000 Játékvezető: McLeod (Dél-afrikai) |

### B csoport
| Csapat                  | M | Gy | D | V | RG | KG | GK | P |
| ----------------------- | - | -- | - | - | -- | -- | -- | - |
| Uruguay                 | 3 | 3  | 0 | 0 | 8  | 4  | +4 | 9 |
| Csehország              | 3 | 1  | 1 | 1 | 9  | 5  | +4 | 4 |
| Egyesült Arab Emírségek | 3 | 1  | 0 | 2 | 2  | 8  | −6 | 3 |
| Dél-Afrika              | 3 | 0  | 1 | 2 | 5  | 7  | −2 | 1 |

| 1997. december 13. 17:50 | Egyesült Arab Emírségek | 0 – 2                 | Uruguay                   | II. Fahd király Stadion, Rijád Nézőszám: 13 000 Játékvezető: Ramdhan (Trinidad és Tobagó-i) |
| 1997. december 13. 17:50 |                         | (0 – 1) (Jegyzőkönyv) | Olivera 45+2' Pacheco 90' | II. Fahd király Stadion, Rijád Nézőszám: 13 000 Játékvezető: Ramdhan (Trinidad és Tobagó-i) |

| 1997. december 13. 20:00 | Dél-afrikai Köztársaság    | 2 – 2                 | Csehország     | II. Fahd király Stadion, Rijád Nézőszám: 7 500 Játékvezető: Castrilli (argentin) |
| 1997. december 13. 20:00 | Augustine 39' Mkhalele 86' | (1 – 2) (Jegyzőkönyv) | Šmicer 19' 40' | II. Fahd király Stadion, Rijád Nézőszám: 7 500 Játékvezető: Castrilli (argentin) |

| 1997. december 15. 17:50 | Egyesült Arab Emírségek | 1 – 0                 | Dél-afrikai Köztársaság | II. Fahd király Stadion, Rijád Nézőszám: 11 000 Játékvezető: René Ortubé (bolíviai) |
| 1997. december 15. 17:50 | H. Mubarak 5'           | (1 – 0) (Jegyzőkönyv) |                         | II. Fahd király Stadion, Rijád Nézőszám: 11 000 Játékvezető: René Ortubé (bolíviai) |

| 1997. december 15. 20:00 | Csehország | 1 – 2                 | Uruguay                  | II. Fahd király Stadion, Rijád Nézőszám: 9 000 Játékvezető: Szaad Kamíl al-Fadli (kuvaiti) |
| 1997. december 15. 20:00 | Siegl 89'  | (0 – 1) (Jegyzőkönyv) | Olivera 26' Zalayeta 88' | II. Fahd király Stadion, Rijád Nézőszám: 9 000 Játékvezető: Szaad Kamíl al-Fadli (kuvaiti) |

| 1997. december 17. 17:50 | Egyesült Arab Emírségek | 1 – 6                 | Csehország                                          | II. Fahd király Stadion, Rijád Nézőszám: 8 000 Játékvezető: René Ortubé (bolíviai) |
| 1997. december 17. 17:50 | al-Taljani 78'          | (0 – 4) (Jegyzőkönyv) | Obaid 11' (öngól) Nedvěd 22' 31' Šmicer 42' 68' 71' | II. Fahd király Stadion, Rijád Nézőszám: 8 000 Játékvezető: René Ortubé (bolíviai) |

| 1997. december 17. 20:00 | Uruguay                               | 4 – 3                 | Dél-afrikai Köztársaság             | II. Fahd király Stadion, Rijád Nézőszám: 8 000 Játékvezető: Ramdhan (Trinidad és Tobagó-i) |
| 1997. december 17. 20:00 | Silva 12' 66' Recoba 42' Callejas 90' | (2 – 1) (Jegyzőkönyv) | Radebe 11' Mkhalele 69' Ndlanya 77' | II. Fahd király Stadion, Rijád Nézőszám: 8 000 Játékvezető: Ramdhan (Trinidad és Tobagó-i) |

## Egyenes kiesési szakasz
|  |                      |            |            |                      |   |          |          |       |
|  | Elődöntők            | Elődöntők  | Elődöntők  |                      |   | Döntő    | Döntő    | Döntő |
|  | Elődöntők            | Elődöntők  | Elődöntők  |                      |   | Döntő    | Döntő    | Döntő |
|  | december 19. – Rijád |            |            |                      |   |          |          |       |
|  |                      |            |            |                      |   |          |          |       |
|  | A1                   | Brazília   | 2          |                      |   |          |          |       |
|  | A1                   | Brazília   | 2          | december 21. – Rijád |   |          |          |       |
|  | B2                   | Csehország | 0          |                      |   |          |          |       |
|  | B2                   | Csehország | 0          |                      |   | Brazília | Brazília | 6     |
|  | december 19. – Rijád |            |            |                      |   | Brazília | Brazília | 6     |
|  |                      |            | Ausztrália | Ausztrália           | 0 |          |          |       |
|  | B1                   | Uruguay    | Ausztrália | Ausztrália           | 0 | 0        |          |       |
|  | B1                   | Uruguay    |            |                      |   |          |          |       |
|  | A2                   | Ausztrália | 1          |                      |   |          |          |       |
|  | A2                   | Ausztrália | 1          | Bronzmérkőzés        |   |          |          |       |
|  |                      |            |            |                      |   |          |          |       |
|  | december 21. – Rijád |            |            |                      |   |          |          |       |
|  |                      |            |            |                      |   |          |          |       |
|  | Csehország           | Csehország | 1          |                      |   |          |          |       |
|  | Csehország           | Csehország | 1          |                      |   |          |          |       |
|  | Uruguay              | Uruguay    | 0          |                      |   |          |          |       |
|  | Uruguay              | Uruguay    | 0          |                      |   |          |          |       |

### Elődöntők
| 1997. december 19. 15:15 | Brazília                | 2 – 0                 | Csehország | II. Fahd király Stadion, Rijád Nézőszám: 28 000 Játékvezető: Bouchardeau (nigeri) |
| 1997. december 19. 15:15 | Romário 54' Ronaldo 83' | (0 – 0) (Jegyzőkönyv) |            | II. Fahd király Stadion, Rijád Nézőszám: 28 000 Játékvezető: Bouchardeau (nigeri) |

| 1997. december 19. 19:00 | Uruguay | 0 – 1 (hu)            | Ausztrália | II. Fahd király Stadion, Rijád Nézőszám: 22 000 Játékvezető: Levnyikov (orosz) |
| 1997. december 19. 19:00 |         | (0 – 0) (Jegyzőkönyv) | Kewell 92' | II. Fahd király Stadion, Rijád Nézőszám: 22 000 Játékvezető: Levnyikov (orosz) |

### 3. helyért
| 1997. december 21. 17:50 | Csehország | 1 – 0                 | Uruguay | II. Fahd király Stadion, Rijád Nézőszám: 27 000 Játékvezető: Bouchardeau (nigeri) |
| 1997. december 21. 17:50 | Lasota 63' | (0 – 0) (Jegyzőkönyv) |         | II. Fahd király Stadion, Rijád Nézőszám: 27 000 Játékvezető: Bouchardeau (nigeri) |

### Döntő
| 1997. december 21. 21:00 | Brazília                                           | 6 – 0                 | Ausztrália | II. Fahd király Stadion, Rijád Nézőszám: 65 000 Játékvezető: Phirom Anpraszöt (thaiföldi) |
| 1997. december 21. 21:00 | Ronaldo 15' 27' 59' (11-esből) Romário 38' 53' 75' | (3 – 0) (Jegyzőkönyv) |            | II. Fahd király Stadion, Rijád Nézőszám: 65 000 Játékvezető: Phirom Anpraszöt (thaiföldi) |

| 1997-es konföderációs kupa bajnoka: |
| ----------------------------------- |
| BRAZÍLIA 1. cím                     |

## Gólszerzők
7 gólos
- Romário

5 gólos
- Vladimír Šmicer

4 gólos
- Ronaldo

## Külső hivatkozások
- FIFA.com Archiválva 2009. február 19-i dátummal a Wayback Machine-ben